# Trichobactériose
 Mise en garde médicale
La trichobactériose, aussi appelée trichobactériose axillaire ou lépothrix (λεπις, écaille, et θριξ, poil, cheveu), est une infection bactérienne superficielle des poils des aisselles et parfois de l'aine. Non contagieuse, elle se signale par de minuscules boules blanches engainant les poils, qui deviennent ternes et rugueux.

## Historique
La maladie est décrite par Francis Valentine Paxton dès 1869. Pendant longtemps, on attribue l'infection à la présence de champignons, d'où les anciens noms de trichomycose, de trichomycose noueuse ou de piedra, actuellement abandonnés car sujets à confusion. Le traitement d'alors consiste à l'application de « pommades mercurielles et des lotions au sublimé ». 
En 1970, trois dermatologues britanniques, J. A. Savin, Dorothy A. Somerville et W. C. Noble, isolent des corynébactéries (Corynebacterium tenuis).

## Épidémiologie
La trichobactériose est favorisée par une hyperhidrose (transpiration excessive liée à une conformation personnelle ou une réponse environnementale : l'infection est plus souvent diagnostiquée l'été ou chez les sportifs), l'obésité, et le manque d'hygiène.
Une étude mexicaine sur 56 cas suivis pendant 15 ans montre que l'infection touche davantage les hommes (95 %) que les femmes, sans doute parce que les femmes occidentales ont adopté récemment l'habitude de se raser les aisselles. La zone la plus fréquemment touchée est l'aisselle (92%), et les signes et symptômes associés sont l'hyperhidrose (87%), le changement de texture des poils (57%) et l'odeur (36%).

## Physiopathologie
La trichobactériose se caractérise par la présence de concrétions le long des tiges capillaires, observées cliniquement sous forme de nodules jaunes, et rarement rouges ou noirs ou de biofilms entourant une partie du poil. Ces concrétions très résistantes, proviennent de la colonisation de la tige du poil par certaines bactéries ; elles contiennent de la sueur apocrine séchée avec une substance cimentante générée par les bactéries.
Les agents causaux sont des corynébactéries (Corynebacterium tenuis, par exemple).

## Diagnostic

### Signes fonctionnels
Poils rugueux. Coloration anormale (jaune, rouge ou noire). Odeur désagréable.

### Examen clinique
Des agrégats de bactéries gainent les tiges pilaires et une coloration jaune, rouge ou noire est possible. Elles peuvent être associées à une odeur désagréable.

### Examens complémentaires
Les concrétions pilaires ont une fluorescence jaune pâle en lumière ultraviolette.

## Prise en charge
- Rasage des zones infectées pendant deux à trois semaines[9]
- Lavage régulier, et séchage énergique (dans l'intention de briser le biofilm et favoriser l'action du traitement médicamenteux)[10]
- Traitement médicamenteux avec des antiseptiques moussants, par exemple le triclocarban (Septivon, Solubacter) ou des imidazolés locaux (par exemple, Pévaryl, Daktarin)[11]

## Prévention
Lavages réguliers, séchage régulier, changement de linge (tissus synthétiques en question).